# Jordy Alcívar
Jordy José Alcívar Macías (Manta, 1999. augusztus 5. –) ecuadori válogatott labdarúgó, az Independiente középpályása.

## Pályafutása

### Klubcsapatokban
Alcívar az ecuadori Mantában született. Az ifjúsági pályafutását 2013-ban az LDU Quito akadémiájánál kezdte.
2018-ban mutatkozott be a LDU Quito első osztályban szereplő felnőtt csapatában. Először a 2018. július 15-ei, Deportivo Cuenca elleni mérkőzés 77. percében Édison Vega cseréjeként lépett pályára. A csapattal a 2018-as szezonban megszerezte a bajnoki címet. Első gólját 2020. augusztus 20-án, az Universidad Catolica ellen 2–1-re megnyert találkozón szerezte.
2022. január 1-jén négy éves szerződést kötött az újonnan alakult, amerikai Charlotte együttesével. Február 27-én, a DC United ellen 3–0-ra elvesztett mérkőzés 79. percében Yordy Reynat váltva debütált. 2022. április 10-én, az Atlanta United ellen hazai pályán 1–0-ra megnyert bajnokin Alcívar szerezte a győztes gólt.
2022. november 24-én jelentették be, hogy szerződtette az Independiente del Valle csapata.

### A válogatottban
Alcívar az U20-as és U23-as korosztályban is képviselte Ecuadort.
2021-ben debütált az ecuadori válogatottban. Először 2021. december 5-én, Salvador ellen 1–1-es döntetlennel zárult barátságos mérkőzés 76. percében Jhegson Méndez cseréjeként lépett pályára.

## Statisztikák
2022. október 1. szerint
| Klub      | Szezon   | Osztály  | Bajnokság | Bajnokság | Kupa  | Kupa | Nemzetközi | Nemzetközi | Összesen | Összesen |
| Klub      | Szezon   | Osztály  | Meccs     | Gól       | Meccs | Gól  | Meccs      | Gól        | Meccs    | Gól      |
| --------- | -------- | -------- | --------- | --------- | ----- | ---- | ---------- | ---------- | -------- | -------- |
| LDU Quito | 2018     | Serie A  | 2         | 0         | 0     | 0    | —          | —          | 2        | 0        |
| LDU Quito | 2019     | Serie A  | 7         | 0         | 0     | 0    | 2          | 0          | 9        | 0        |
| LDU Quito | 2020     | Serie A  | 27        | 2         | 0     | 0    | 4          | 0          | 31       | 2        |
| LDU Quito | 2021     | Serie A  | 28        | 1         | 6     | 2    | 6          | 0          | 40       | 3        |
| LDU Quito | Összesen | Összesen | 64        | 3         | 6     | 2    | 12         | 0          | 82       | 5        |
| Charlotte | 2022     | MLS      | 20        | 1         | 2     | 0    | —          | —          | 22       | 1        |
| Összesen  | Összesen | Összesen | 84        | 4         | 8     | 2    | 12         | 0          | 104      | 6        |

## Sikerei, díjai
LDU Quito
- Serie A
  - Bajnok (1): 2018
  - Második (2): 2019, 2020

- Copa Ecuador
  - Győztes (1): 2019

- Supercopa de Ecuador
  - Győztes (1): 2020, 2021